# Kamen Rider (série télévisée)
Kamen Rider (仮面ライダー, Kamen Raidā, litt. "Rider Masqué") est une série télévisée de style tokusatsu originellement diffusée tous les samedis à 19h30, entre le 3 avril 1971 et 10 février 1973 sur NET et MBS.
La série est produite en parallèle du manga du même nom, créé par Shōtarō Ishinomori et prépublié dans le Weekly Shōnen Magazine.
La première série suit le combat des jeunes Takeshi Hongō et Hayato Ichimonji contre Shocker, une secrète organisation maléfique, visant à dominer le monde. La série sera la graine de la franchise Kamen Rider, faite notamment de séries télévisées.

## Histoire
L'histoire se déroule dans un monde corrompu par Shocker (ショッカー, Shokkā), une mystérieuse organisation criminelle. Afin de concrétiser ses plans de conquête du monde, Shocker recrute ses agents en kidnappant des humains qualifiés, afin de les transformer en cyborgs (改造人間, kaizō ningen) à leur solde.
Cependant, une des victimes, du nom de Takeshi Hongō s'échappe avant la dernière phase de sa transformation, le lavage de cerveau. Avec son esprit et son sens moral restés sains, Hongō combat les monstres de Shocker, sous l'identité de Kamen Rider (仮面ライダー, Kamen Raidā), un super-héros au costume inspiré d'une sauterelle.
Une autre victime de Shocker, Hayato Ichimonji, photographe indépendant, a aussi subi la transformation en cyborg, mais est sauvé par Hongō avant que sa mémoire ne soit aussi effacée.
Ichimonji devient ainsi Kamen Rider 2 (仮面ライダー2号, Kamen Rider Ni-Gō), remplaçant Hongō pendant qu'il combat Shocker à l'étranger; il sera d'ailleurs renommé Kamen Rider 1 (仮面ライダー1号, Kamen Rider Ichi-Gō). Aidés par Tobee Tachibana, du Tachibana Racing Club, et l'agent du FBI Kazuya Taki, les Kamen Riders combattent contre Shocker, en solo ou duo.
Plus tard, le design des Kamen Riders est revu, leurs nouvelles apparences sont surnommées Kamen Rider Néo-1 (仮面ライダー新1号, Kamen Rider Shin Ichi-Gō) et Kamen Rider Néo-2 (仮面ライダー新2号, Kamen Rider Shin Ni-Gō). Vers la fin de la série, Shocker s'allie avec Geldam, une autre organisation secrète d'Afrique, et l'assimile pour devenir Gel Shocker (ゲルショッカー, Geru Shokkā).

## Manga
De nombreux manga basés sur la série originale ont été publiés, mais seuls les suivants ont été scénarisés par Shōtarō Ishinomori en personne :
- Kamen Rider (Version Weekly Shōnen Magazine, 1971)
- Kamen Rider (Version TV Magazine, 1971), dessiné par Mitsuru Sugaya
- Kamen Rider : Storyboard (1978)

Le scénario du manga initial publié en 1971 diverge en de nombreux points avec la série télévisée. Dans le manga, Takeshi Hongō est opposé à douze Shocker Riders (contre seulement six dans la version télé) et se fait tuer. Hayato Ichimonji, l'un des douze Shocker Riders, reçoit une blessure à la tête lors du combat et reprend ensuite ses esprits. Il se retourne alors contre Shocker et reprend le rôle de Kamen Rider. Cependant, Hongō est ramené à la vie vers la fin du manga, et se rallie à Ichimonji.
Les autres manga ont été publiés dans différents magazines : Bōken Ō, Tanoshii Yōchien, Otomodachi, Disneyland et TV Land.

## Personnages principaux
Riders
- Takeshi Hongo (本郷 猛, Hongō Takeshi?) : se transforme en Kamen Rider 1 (仮面ライダー1号, Kamen Raidā Ichi-Gō?). Absent des épisodes 14 à 39, 42 à 48 et 50.
- Hayato Ichimonji (一文字 隼人, Ichimonji Hayato?) : se transforme en Kamen Rider 2 (仮面ライダー2号, Kamen Raidā Ni-Gō?). Apparaît à l'épisode 14, absent des épisodes 53 à 71, 74 à 92 et 95 à 97.

Alliés
- Tōbee Tachibana (立花 藤兵衛, Tachibana Tōbee?) : Le directeur du Tachibana Racing Club. Il s'agit du mentor de Hongō, agissant comme un père pour lui.
- Kazuya Taki (滝 和也, Taki Kazuya?) : un agent du FBI chargé d'enquêter sur les activités de Shocker au Japon. Même s'il n'est pas un cyborg, Taki possède une très bonne maitrise des arts martiaux, et s'en sert régulièrement lors de combats contre les hommes de main de Shocker qui accompagnent invariablement les Kaijin.
- Ruriko Midorikawa (緑川 ルリ子, Midorikawa Ruriko?) : La fille du professeur Hiroshi Midorikawa (緑川 弘, Midorikawa Hiroshi?). Au départ hostile à Hongō, elle l'accuse d'être responsable de sa mort. Il a en réalité essayé de sauver père et fille de l'Homme-Araignée (蜘蛛男, Kumo-Otoko?).
- Hiromi Nohara (野原 ひろみ, Nohara Hiromi?) et Gorō Ishikura (石倉 五郎, Ishikura Gorō?) : Employés du Snack Amigo (スナック「Amigo」, Sunakku Amīgo?), un café où Hongo et les membres du Tachibana Racing Club se réunissent dans les premiers épisodes.. Nohara est une amie de Ruriko, travaillant en tant que serveuse. Ishikura a occasionnellement aidé Hongō dans certains combats.
- Shirō (史郎?) : Barman du Snack Amigo. Shiro aidera Hongō à se battre dans certains épisodes.
- Mari (マリ?), et Michi (ミチ?) et Yuri (ユリ?) : Membres du Tachibana Racing Club, qui arrivent avec Ichimonji. Michi pilote de petites cylindrées, Mari pratique l'escrime et Yuri le karaté.
- Gorō Ishikura (石倉 五郎, Ishikura Gorō?) : Petit frère de Yuri, et plus jeune membre du Tachibana Racing Club.
- Emi (エミ?) et Mika (ミカ?) : Les assistantes de Hongō en Europe, elles apparaissent avec le retour de ce dernier.
- Tokko (トッコ?) : Une membre du Tachibana Racing Club ayant repéré Jaguarman dans un zoo.
- Yokko (ヨッコ?) et Choko (トッコ?) : Des amies de Yuri ayant rejoint le Tachibana Racing Club en cours d'histoire.
- Naoki (ナオキ?) et Mitsuru (ミツル?) : Des enfants fans de Kamen Riders, invités au Tachibana Racing Club pour rencontrer le Rider. Ils finissent par fonder les Scouts de Kamen Rider (少年仮面ライダー隊, Shōnen Kamen Raidā-Tai?), une escouade d'enfants aidant Kamen Rider à combattre Shocker.
- Seiichirō Kogure (小暮 精一郎, Kogure Seiichirō?) et Chie Ishigami (石神 千恵, Ishigami Chie?) : Le leader et une membre de la branche japonaise de l'Alliance Anti-Shocker (アンチショッカー同盟, Anchi Shokkā Dōmei?), une organisation secrète tentant de détruire Shocker pour empêcher l'exécution de leurs plans de domination mondiale.

Ennemis
- Le Chef de Gel-Shocker (ゲルショッカー首領, Gerushokkā Shuryō?) : Une entité mystérieuse à la tête de Shocker, puis de Gel Shocker. Son apparence est révélée à la fin de la série.
- Le Colonel Zol (ゾル大佐, Zoru-Taisa?), le Dr Faucheur (死神博士, Shinigami-Hakase?), l'Ambassadeur des Enfers (地獄大使, Jigoku Taishi?) et le Général Black (ブラック将軍, Burakku Shōgun?) : Les commanditaires de Shocker. Ils possèdent aussi des formes Kaijin : l'Homme-Loup (狼男, Ookami-Otoko?), Ika Devil (イカデビル, Ika Debiru?), Garagaranda (ガラガランダ?) et Hilchameleon (ヒルカメレオン, Hirukamereon?).

## Épisodes
1. Le mystérieux Homme-Araignée (怪奇蜘蛛男, Kaiki Kumo-Otoko?)
2. Le terrifiant Homme-Chauve-souris (恐怖蝙蝠男, Kyōfu Kōmori-Otoko?)
3. Le Kaijin Homme-Scorpion (怪人さそり男, Kaijin Sasori-Otoko?)
4. Sarracenian le mangeur d'homme (人喰いサラセニアン, Hitokui Sarasenian?)
5. Le Kaijin Homme-Mante religieuse (怪人かまきり男, Kaijin Kamakiri-Otoko?)
6. Le caméléon faucheur (死神カメレオン, Shinigami Kamereon?)
7. Duel avec le caméléon faucheur ! Traces d'exposition (死神カメレオン決闘！万博跡, Shinigami Kamereon Kettō! Banpaku Ato?)
8. Monstrueuse ! La Femme-Abeille (怪異！蜂女, Kaii! Hachi-Onna?)
9. Le terrifiant Homme-Cobra (恐怖コブラ男, Kyōfu Kobura-Otoko?)
10. L'Homme-Cobra réanimé (よみがえるコブラ男, Yomigaeru Kobura-Otoko?)
11. Le monstre suceur de sang, Gebacondor (吸血怪人ゲバコンドル, Kyūketsu Kaijin Gebakondoru?)
12. Yamogeras l'assassin (殺人ヤモゲラス, Satsujin Yamogerasu?)
13. Tokageron et la grande armée de Kaijin (トカゲロンと怪人大軍団, Tokageron to Kaijin Dai Gundan?)
14. L'offensive du démon Sabotegron (魔人サボテグロンの襲来, Akuma Saboteguron no Shūrai?)
15. Sabotegron contre-attaque (逆襲サボテグロン, Gyakushū Saboteguron?)
16. Le lutteur démoniaque, Pirasaurus (悪魔のレスラー ピラザウルス, Akuma no Resurā, Pirazaurusu?)
17. Le combat à mort dans le ring. Bats-le ! Pirasaurus (リングの死闘 倒せ！ピラザウルス, Ringu no Shitō. Taose! Pirazaurusu?)
18. Hitodanger l'Homme-Fossile (化石男ヒトデンジャー, Kaseki-Otoko Hitodenjā?)
19. Le Kaijin Kanibubbler apparaît à Hokkaido (怪人カニバブラー北海道に現る, Kaijin Kanibaburā Hokkaidō ni Arawaru?)
20. Dokugander, le Kaijin Chenille cracheur de feu (火を吹く毛虫怪人ドクガンダー, Hi wo Fuku Kemushi Kaijin Dokugandā?)
21. La confrontation de Dokugander au château d'Ōsaka ! (ドクガンダー大阪城の対決！, Dokugandā Ōsaka-Jō no Taiketsu!?)
22. Amazonia, l'étrange triton (怪魚人アマゾニア, Kai-Gyojin Amazonia?)
23. Musasabeedle, le Kaijin volant (空飛ぶ怪人ムササビードル, Soratobu Kaijin Musasabīdoru?)
24. Le déchaînement de Kinokomorgue, le Kaijin au poison mortel ! (猛毒怪人キノコモルグの出撃！, Mōdoku Kaijin Kinokomorugu no Shutsugeki!?)
25. Bats Kinokomorgue ! (キノコモルグを倒せ！, Kinokomorugu wo Taose!?)
26. Le terrifiant fourmilion (恐怖のあり地獄, Kyōfu no Ari-Jigoku?)
27. La salle de classe Kaijin de Mukadelas ! (ムカデラス怪人教室, Mukaderasu Kaijin Shōshitsu!?)
28. Mogurang, le Kaijin des profondeurs (地底怪人モグラング, Jitei Kaijin Mogurangu?)
29. Kuragedarl, le Kaijin électrique (電気怪人クラゲダール, Denki Kaijin Kuragedāru?)
30. Un fossile réanimé. Le trilobite suceur de sang (よみがえる化石 吸血三葉虫, Yomigaeru Kaseki. Kyūketsu San'yōchū?)
31. Combat à mort ! Arigabari, le démon formivore (死斗！ありくい魔人アリガバリ, Shitō! Ari-kui Majin Arigabari?)
32. Dokudalian, la fleur mangeuse d'Homme (人喰い花ドクダリアン, Hito-kui Hana Dokudarian?)
33. Armadillong, le Kaijin en acier (鋼鉄怪人アルマジロング, Kōtetsu Kaijin Arumajirongu?)
34. Le Japon en danger ! L'invasion de Gamagiller (日本危うし！ガマギラーの侵入, Nihon Ayaushi! Gamagirā no Shinnyū?)
35. La Reine des fourmis meurtrières, Archimède (殺人女王蟻アリキメデス, Satsujin Joōari Arikimedesu?)
36. La momie mutante, Egyptus (いきかえったミイラ怪人エジプタス, Ikikaetta Miira Kaijin Ejiputasu?)
37. Le G-plan du mutant au gaz toxique Tri-Kabuto (毒ガス怪人トリカブトのG作戦, Dokugasu Kaijin Torikabuto no Jī Sakusen?)
38. Les plans pour un monde obscur du mutant Eiking (稲妻怪人エイキングの世界暗黒作戦, Inazuma Kaijin Eikingu no Sekai Ankoku Sakusen?)
39. La Murder Party du mutant Loup-garou (怪人狼男の殺人大パーティー, Kaijin Ōkami Otoko no Satsujin Dai Pātī?)
40. Combat à mort ! Le mutant Bonhomme de neige contre les deux Riders (死斗！怪人スノーマン対二人のライダー, Shitō! Kaijin Sunōman Tai Futari no Raidā?)
41. Le mutant de lave Ghoster, bataille décisive à Sakurajima (マグマ怪人ゴースター 桜島大決戦, Maguma Kaijin Gōsutā Sakurajima Dai Kessen?)
42. Le messager du Diable, le mystérieux Homme-Mouche (悪魔の使者 怪奇ハエ男, Akuma no Shisha Kaiki Hae Otoko?)
43. L'attaque de l'oiseau mutant Pranodon (怪鳥人プラノドンの襲撃, Kaichōjin Puranodon no Shūgeki?)
44. Le mutant du cimetière, Kabibinga (墓場の怪人カビビンガ, Hakaba no Kaijin Kabibinga?)
45. Les plans d'explosion au gaz du mutant Namekujira (怪人ナメクジラのガス爆発作戦, Kaijin Namekujira no Gasu Bakuhatsu Sakusen?)
46. L'épreuve de force ! Le mutant des montagnes enneigées Bearconger (対決‼雪山怪人ベアーコンガー, Taiketsu!! Yukiyama Kaijin Beākongā?)
47. Le messager de la Mort, le mutant démon de glace Todogiller (死を呼ぶ氷魔人トドギラー, Shi wo Yobu Kōri Majin Todogirā?)
48. Le suceur de sang des marais Hiruguerilla (吸血沼のヒルゲリラ, Kyūketsu Numa no Hirugerira?)
49. Le mutant cannibale Isoginchakku (人喰い怪人イソギンチャック, Hitokui Kaijin Isoginchakku?)
50. Le programme meurtrier Aurora du mutant Kamestone (怪人カメストーンの殺人オーロラ計画, Kaijin Kamesutōn no Satsujin Ōrora Keikaku?)
51. Le mutant de pierre Unicornos contre le Double Rider Kick (石怪人ユニコルノス対ダブルライダーキック, Ishi Kaijin Yunikorunosu Tai Daburu Raidā Kikku?)
52. Mon nom est le mutant oiseau Gilgaras ! (おれの名は 怪鳥人ギルガラスだ！, Ore no Na wa Kai Chōjin Girugarasu da!?)
53. La préparation à la guerre à motos du mutant Jaguarman (怪人ジャガーマン決死のオートバイ戦, Kaijin Jagāman Kesshi Ōtobai Ikusa?)
54. L'Homme-Serpent de mer du village fantôme (ユウレイ村の海蛇男, Yūreimura no Umihebi-Otoko?)
55. L'Homme-Cafard ! La terrifiante bactérie Adballoon (ゴキブリ男！恐怖の細菌アドバルーン, Gokiburi Otoko! Kyōfu no Saikin Adobarūn?)
56. Le papillon empoisonné d'Amazonie Gireera (アマゾンの毒蝶ギリーラ, Amazon no Dokuchō Girīra?)
57. L'homme Tsuchigumo, Dokumondo (土ぐも男ドクモンド, Tsuchigumo Otoko Dokumondo?)
58. Le mutant venimeux Tokage, duel dans la vallée de la Peur ! (怪人毒トカゲ　おそれ谷の決闘‼, Kaijin Doku Tokage Osore Tani no Kettō!!?)
59. Le mutant du marais sans fond, l'Homme-Ver de terre ! (底なし沼の怪人ミミズ男！, Sokonashi Numa no Kaijin Mimizu Otoko!?)
60. Les rayons-X meurtriers du mutant Homme-Hibou (怪奇フクロウ男の殺人レントゲン, Kaiki Fukurō Otoko no Satsujin Rentogen?)
61. L'enfer électrique du mutant Namazugiller (怪人ナマズギラーの電気地獄, Kaijin Namazugirā no Denki Jigoku?)
62. Les plans meurtriers du mutant Harinezuras (怪人ハリネズラス　殺人どくろ作戦, Kaijin Harinezurasu Satsujin Dokuro Sakusen?)
63. La course automobile de la mort du mutant Saigang (怪人サイギャング　死のオートレース, Kaijin Saigyangu Shi no Ōtorēsu?)
64. La chanson mortelle du mutant Cemiminga (怪人セミミンガ　みな殺しのうた！, Kaijin Semiminga Mina Koroshi no Uta?)
65. Le mutant Docteur Insecte et l'école Shocker (怪人昆虫博士とショッカースクール, Kaijin Konchū-hakase to Shokkā Sukūru?)
66. Le cimetière Shocker, les mutants réanimés (ショッカー墓場よみがえる怪人たち, Shokkā Hakaba Yomigaeru Kaijin-tachi?)
67. Le chef de Shocker apparait ! Les Riders en danger (ショッカー首領出現‼ライダー危うし, Shokkā Shuryō Shutsugen!! Raidā Ayaushi?)
68. Le docteur Shinigami, le vrai visage de la Terreur ? (死神博士恐怖の正体？, Shinigami Hakase Kyōfu no Shōtai??)
69. Les griffes mortelles du mutant Gillerkōrogi (怪人ギラーコオロギせまる死のツメ, Kaijin Girākōrogi Semaru Shi no Tsume?)
70. L'attaque de boules de feu du mutant Elekibotal (怪人エレキボタル火の玉攻撃‼, Kaijin Erekibotaru Hi no Tama Kōgeki!!?)
71. La traque dans la montagne Rokkoudai du mutant Abugomes (怪人アブゴメス六甲山大ついせき！, Kaijin Abugomesu Rokkōsan Dai Tsuiseki!?)
72. Les moustiques vampires contre les deux Riders (吸血モスキラス対二人ライダー, Kyūketsu Mosukirasu Tai Futari Raidā?)
73. La défaite des Double Riders ! Shiomaneking (ダブルライダー 倒せ！シオマネキング, Daburu Raidā Taose! Shiomanekingu?)
74. Les ennemis mortels suceurs de sang ! Courage, l'équipe des jeunes Riders (死の吸血魔 がんばれ‼ライダー少年隊, Shi no Kyūketsuma Ganbare!! Raidā Shōnentai?)
75. La fleur empoisonnée mutante Bararanga, le secret de la maison de la Terreur (毒花怪人バラランガ 恐怖の家の秘密, Doku Hana Kaijin Bararanga Kyōfu no Uchi no Himitsu?)
76. Les trois têtes du générateur mutant Seadragon ! (三匹の発電怪人シードラゴン‼, Sanbiki no Hatsuden Kaijin Shīdoragon!!?)
77. Le mutant Imoriges, Duel à la ferme de l'Enfer ! (怪人イモリゲスじごく牧場の決闘‼, Kaijin Imorigesu Jigoku Bokujō no Kettō!!?)
78. Le terrible Unidogma + le mutant fantôme (恐怖のウニドグマ＋ゆうれい怪人, Kyōfu no Unidoguma purasu Yūrei Kaijin?)
79. L'ambassadeur des Enfers ! Le vrai visage de la peur ? (地獄大使‼恐怖の正体？, Jigoku Taishi!! Kyōfu no Shōtai??)
80. Gel-Shocker apparait ! Le dernier jour des Kamen Riders ! (ゲルショッカー出現！仮面ライダー最後の日‼, Gerushokkā Shutsugen! Kamen Raidā Saigo no Hi!!?)
81. Kamen Rider meurt deux fois ! (仮面ライダーは二度死ぬ！, Kamen Raidā wa Nido Shinu!?)
82. Le mutant Kurage Wolf, l'heure de point de la Peur (怪人クラゲウルフ 恐怖のラッシュアワー, Kaijin Kurage Urufu Kyōfu no Rasshuawā?)
83. Le mutant Inokabuton défait les Riders avec un gaz toxique (怪人イノカブトン発狂ガスでライダーを倒せ, Kaijin Inokabuton Hakkyō Gasu de Raidā wo Taose?)
84. Attention Rider ! Le piège infernal de Isoginjaguar (危うしライダー！イソギンジャガーの地獄罠, Ayaushi Raidā! Isoginjagā no Jigoku Wana?)
85. Le mutant Hedoro, le terrifiant smog meurtrier (ヘドロ怪人恐怖の殺人スモッグ, Hedoro Kaijin Kyōfu no Satsujin Sumoggu?)
86. La chasse à l'homme du mutant Washimagiri (怪人ワシカマギリの人間狩り, Kaijin Washikamagiri no Ningen Kari?)
87. Le messager de la mort de Gel-Shocker (ゲルショッカー 死の配達人, Gerushokkā Shi no Haitatsunin?)
88. Bizarre! L'image du chat noir qui appelle le sang (怪奇！血をよぶ黒猫の絵, Kaiki! Chi wo Yobu Kuroneko no E?)
89. La stratégie de la peur de l'animal de compagnie, jeter le Rider aux Enfers ! (恐怖のペット作戦 ライダーを地獄へ落とせ！, Kyōfu no Petto Sakusen Raidā wo Jigoku e Otose!?)
90. La stratégie de la peur de l'animal de compagnie, Rider SOS (恐怖のペット作戦 ライダーSOS, Kyōfu no Petto Sakusen Raidā Esu Ō Esu?)
91. Gel-Shocker, l'inscription dans l'école de la terreur (ゲルショッカー恐怖学校に入学せよ, Gerushokkā Kyōfu Gakkō ni Nyūgaku Seyo?)
92. Atrocité ! Les faux Kamen Riders! (凶悪！にせ仮面ライダー‼, Kyōaku! Nise Kamen Raidā!!?)
93. 8 Kamen Riders (8人の仮面ライダー, Hachinin no Kamen Raidā?)
94. La véritable identité du chef de Gel-Shocker (ゲルショッカー首領の正体, Gerushokkā Shuryō no Shōtai?)
95. La voiture volante du mutant Garaox (怪人ガラオックスの空飛ぶ自動車, Kaijin Garaokkusu no Soratobu Jidōsha?)
96. Takeshi Hongo, la découverte du mutant Cactus !? (本郷猛　サボテン怪人にされる⁉, Hongō Takeshi Saboten Kaijin ni Sareru!??)
97. Takeshi Hongo, transformation impossible (本郷猛変身不可能, Hongō Takeshi Henshin Funō?)
98. Gel-Shocker annihilé ! La fin du chef !! (ゲルショッカー全滅！首領の最後‼, Gerushokkā Zenmetsu! Shuryō no Saigo!!?)

## Distribution
- Takeshi Hongō : Hiroshi Fujioka (藤岡 弘, Fujioka Hiroshi?)
- Hayato Ichimonji : Takeshi Sasaki (佐々木 剛, Sasaki Takeshi?)
- Tōbee Tachibana : Akiji Kobayashi (小林 昭二, Kobayashi Akiji?)
- Kazuya Taki : Jirō Chiba (千葉 治郎, Chiba Jirō?)
- Ruriko Midorikawa : Chieko Maki (真樹 千恵子, Maki Chieko?)
- Hiromi Nohara : Yōko Shimada (島田 陽子, Shimada Yōko?)
- Shirō : Jō Honda (本田 じょう, Honda Jō?)
- Mari : Linda Yamamoto (山本 リンダ, Yamamoto Rinda?)
- Michi : Katsumi Nakajima (中島 かつみ, Nakajima Katsumi?)
- Yuri : Wakako Oki (沖 わか子, Oki Wakako?)
- Gorō Ishikura : Yasuharu Miura (三浦 康晴, Miura Yasuharu?)
- Emi : Emily Takami (高見 エミリー, Takami Emirī?)
- Mika : Yōko Sugibayashi (杉林 陽子, Sugibayashi Yōko?)
- Tokko : Machiko Nakajima (中島 真智子, Nakajima Machiko?)
- Yokko : Yoshiko Nakada (中田 喜子, Nakada Yoshiko?)
- Choko : Mimy (ミミー, Mimī?)
- Naoki : Tomonori Yazaki (矢崎 知紀, Yazaki Tomonori?)
- Mitsuru : Hōichi Yamada (山田 芳一, Yamada Hōichi?)
- Seiichirō Kogure : Kōichi Uenoyama (上野山 功一, Uenoyama Kōichi?)
- Chie Ishigami : Keiko Ono (小野 恵子, Ono Keiko?)
- Colonel Zol : Jirō Miyaguchi (宮口 二郎, Miyaguchi Jirō?)
- Dr Faucheur : Eisei Amamoto (天本 英世, Amamoto Eisei?)
- Ambassadeur des Enfers : Kenji Ushio (潮 健児, Ushio Kenji?)
- Général Black : Matasaburō Niwa (丹羽 又三郎, Niwa Matasaburō?)
- Chef de Gel Shocker (Voix) : Gorō Naya (納谷 悟朗, Naya Gorō?)
- Narrateur : Shinji Nakae (中江 真司, Nakae Shinji?)

## Équipe technique
- Créateur : Shōtarō Ishinomori
- Scénaristes : Masaru Igami (principal), Shin'ichi Ichikawa, Masayuki Shimada, Mari Takizawa, Hisashi Yamazaki, Takao Ikuo, Masashi Tsukada, Takeo Oono, Shiro Ishimori, Seirou Suzuki, Takayuki Hasegawa, Kimio Hirayama, Minoru Yamada, Gorou Okeya, Shōtarō Ishinomori
- Réalisateurs : Minoru Yamada (principal), Hirokazu Takemoto, Itaru Orita, Hidetoshi Kitamura, Kazukuri Uchida, Katsuhiko Taguchi, Masashi Tsukada, Shōtarō Ishinomori, Atsuo Kumanaka
- Photographie : Osamigi Yamamoto
- Lumières : Kouosamu Oota
- Musique : Shunsuke Kikuchi
- Chant : Mokuo Mikami
- Édition : Ayaki Sugeno (Eiko-Onkyo Ltd.)
- Enregistrement : Mari Fujinami
- Assistant réalisateur : Masashi Tsukada
- Habillage : Tokyo Designs
- Chorégraphie des combats : Kazutoshi Takahashi
- Chef de ligne : Teruo Itou
- Directeur de production : Okusouhei Matono
- Son : Katsushi Ota (Eiko-Onkyo Ltd.)
- Développement : Toei Laboratories
- Coopération : Muromachi Racing Group

## Musiques
Génériques
- Let's Go !! Rider Kick (レッツゴー!!ライダーキック, Rettsu Gō !! Raidā Kikku?)
  - Paroles : Shōtarō Ishinomori
  - Composition et arrangement : Shunsuke Kikuchi
  - Interprète : Hiroshi Fujioka avec Male Harmony (メール・ハーモニー, Mēru Hāmonī?)
  - Épisodes : 1 à 13
- Let's Go!! Rider Kick (レッツゴー!!ライダーキック, Rettsu Gō!! Raidā Kikku?)
  - Paroles : Shōtarō Ishinomori
  - Composition et arrangement : Shunsuke Kikuchi
  - Interprète : Kōichi Fuji avec Male Harmony
  - Épisodes : 14 à 88
- Rider Action (ライダーアクション, Raidā Akushon?)
  - Paroles : Shōtarō Ishinomori
  - Composition et arrangement : Shunsuke Kikuchi
  - Interprète : Masato Shimon
  - Épisodes : 89 à 98

Génériques de fin
- Kamen Rider no Uta (仮面ライダーの歌, Kamen Raidā no Uta?, litt. "La chanson de Kamen Rider")
  - Paroles : Saburō Yatsude
  - Composition et arrangement : Shunsuke Kikuchi
  - Interprète : Kōichi Fuji avec Male Harmony
  - Épisodes : 1 à 71
- Rider Action (ライダーアクション, Raidā Akushon?)
  - Paroles : Shōtarō Ishinomori
  - Composition et arrangement : Shunsuke Kikuchi
  - Interprète : Masato Shimon
  - Épisodes : 72 à 88
- Lonely Kamen Rider (ロンリー仮面ライダー, Ronrī Kamen Raidā?)
  - Paroles : Mamoru Tanaka
  - Composition et arrangement : Shunsuke Kikuchi
  - Interprète : Masato Shimon
  - Épisodes : 89 à 98

## Films
- 1971 : Go Go Kamen Rider (ゴーゴー仮面ライダー, Gō Gō Kamen Raidā?)

L'organisation Shocker envoie deux de ses mutants pour détruire une centrale nucléaire, mais le plan est un échec à cause d'une barrière invisible entourant le complexe. À cause de cela, ils enlèvent une star du football et le transforment en Tokageron, un mutant lézard capable de tirer au pied des bombes de cinq kilos pour détruire la barrière protégeant la centrale. Kamen Rider doit une fois de plus combattre Shocker et empêcher la destruction de la centrale nucléaire.
Il s'agit de la version "blow up" de l'épisode 13 de la série télévisée, et le film fait partie du Toei Manga Matsuri de l'été 1971, sorti le 18 juillet 1971.
- 1972 : Kamen Rider vs. Shocker (仮面ライダー対ショッカー, Kamen Raidā Tai Shokkā?)

Le professeur Daidōji (大道寺博士, Daidōji Hakase) a développé une machine permettant de contrôler la gravité, appelée "GX". Malheureusement, Shocker désire s'en emparer. L'organisation s'attaque alors au professeur et détruit son laboratoire, mais sans pouvoir s'emparer du butin escompté. Les agents de Shocker découvrent que les plans de l'engin sont avec la fille du professeur Daidōji qui fête son anniversaire. Dès lors, les Kamen Riders aidés par l'agent du FBI Kazuya Taki, doivent protéger la fille de Daidōji et empêcher Shocker de s'approprier les plans.
Le film fait partie du Toei Manga Matsuri du printemps 1972, sorti le 18 novembre 1972.
- 1972 : Kamen Rider vs. Ambassadeur des Enfers (仮面ライダー対じごく大使, Kamen Raidā Tai Jigoku Taishi?)

Takeshi Hongo et l'agent du FBI Kazuya Taki simulent leur mort après d'une attaque des agents de Shocker lors d'une course de motocross. Ils se font alors passer pour des agents de Shocker et s'infiltrent dans leur quartier général. Il ne faut pas longtemps à l'Ambassadeur des Enfers pour découvrir la supercherie et les piéger. Avant de faire exploser une bombe à l'intérieur de la base, l'Ambassadeur des Enfers révèle à Kamen Rider 1 et Taki que Shocker met au point un canon laser géant capable de détruire des villes entières. Les deux héros doivent alors sortir vivants du mécanisme d'auto-destruction de la base et arrêter la construction de la dernière arme de Shocker. En plus de cela, ils doivent aussi venir au secours de Tobei Tachibana et de son écurie de course, eux aussi enlevés par les hommes de Shocker.
Le film fait partie du Toei Manga Matsuri de l'été 1972, sorti le 16 juillet 1972.
- 2005 : Kamen Rider THE FIRST (仮面ライダー THE FIRST, Kamen Raidā ZA FĀSUTO?)

Sorti en salles japonaises le 5 novembre 2005, le film est une réécriture des origines des Double Riders dans un univers contemporain.
- 2014 : Heisei Riders vs. Shōwa Rider : Kamen Rider Taisen feat. Super Sentai (平成ライダー対昭和ライダー 仮面ライダー大戦 feat. スーパー戦隊, Heisei Raidā Tai Shōwa Raidā : Kamen Raidā Taisen fīcharingu Sūpā Sentai?)

Sorti en salles japonaises le 29 mars 2014, il s'agit du film de printemps de Kamen Rider Gaim et Ressha Sentai ToQger. Il s'agit également d'une des aventures post-série de Kamen Rider, X, ZX, 555, Decade, W, Wizard et Kyoryuger.
- 2021 : Saber + Zenkaiger : SuperHero Senki (セイバー+ゼンカイジャー スーパーヒーロー戦記, Seibā + Zenkaijā : SūpāHīrō Senki?)

Sorti en salles japonaises le 22 juillet 2021 avec Kamen Rider Revice : Le Film. Il s'agit du film d'été de Kamen Rider Saber et Kikai Sentai Zenkaiger, mais s'agit également d'une des aventures post-série de Kamen Rider, Gorenger, Dekaranger, Shinkenger, Kyuranger, Zi-O, Zero-One et Kiramager.
- 2023 : Shin Kamen Rider (シン・仮面ライダー, Shin Kamen Raidā?)

Sorti en salles japonaises le 18 mars 2023, le film est une nouvelle réécriture des origines des Double Riders dans un univers davantage contemporain. Cependant, elle fait partie du Shin Japan Heroes Universe, avec Shin Godzilla, Evangelion: 3.0+1.0 Thrice Upon a Time et Shin Ultraman, tous quatre réalisés et scénarisés par Hideaki Anno.

## Autres média

### Téléfilm
- 1972 : Henshin ! Transformation ! Arashi et le Rider (へんしん！変身！あらしとライダー, Henshin ! Henshin ! Arashi to Raidā?)

Diffusé le 3 mai 1972, ce TV Special marque la rencontre entre deux personnages d'Ishinomori, Kamen Rider et Henshin Ninja Arashi.

### VHS
- 1993 : Super Battle : Ultraman VS Kamen Rider (スーパーバトル ウルトラマンVS仮面ライダー, Sūpā Batoru : Urutoraman Tai Kamen Raidā?)

Sorti le 21 juillet 1993 sur VHS, cette vidéo montre le premier Kamen Rider et le premier Ultraman, mascotte de Tsuburaya Productions. Une interview de Tsuburaya et d'Ishinomori est contenue dans la vidéo.

### S.I.C. Hero Saga
Publié dans le magazine Monthly Hobby Japan, la série des S.I.C. HERO SAGA, comics illustrés par des dioramas de Masato Hayase de figurines Super Imaginative Chogokin, reprend des personnages de Shōtarō Ishinomori. La série originale Kamen Rider comporte trois histoires différentes : -Missing Link-, -D'ici l'éternité- (-ここより永遠に-, -Koko yori Eien ni-) et "Évasion" (「脱出」, "Dasshutsu").
Missing Link a été publié de juillet à octobre 2002, -D'ici l'éternité- était dans le premier volume relié des S.I.C. HERO SAGA sorti le 31 août 2005, "Évasion" était dans le numéro d'octobre 2006.
De nouveaux personnages ont été ajoutés pour l'épisode -Missing Link-, comme les douze Shocker Rider (issus de la première version du manga), et le Shocker Tank (ショッカータンク, Shokkā Tanku).
Chapitres de -Missing Link-
1. Infiltration (潜入, Sennyū?)
2. Disparition (失踪, Shissō?)
3. Éveil (覚醒, Kakusei?)
4. Marionnette (傀儡, Kairai?)

-D'ici l'éternité- conte l'histoire du Chef de Shocker, à l'origine de l'humanité et des Kamen Riders. "Évasion" raconte les évènements du premier épisode de la série dans une ambiance plus sombre.

### Web-série
- 2021 : Shocker en pause midi (お昼のショッカーさん, Ohiru no Shokkā-san?)

Diffusée entre le 21 janvier 2022 et le 6 janvier 2023 sur TOKYO MX, cette série de 50 épisodes de 111 secondes (jeu de mots sur les cris des soldats, "Iii !"), montre les membres de Shocker dans des situations hilarantes, en vue du 50e anniversaire de Shocker (en parallèle du 50e anniversaire de Kamen Rider).
Un épisode bonus, nommé Shocker en pause midi : THE Movie (お昼のショッカーさん THEムービィー, Ohiru no Shokkā-san : ZA Mūbyī) fut diffusé au cinéma avec Kamen Rider Revice, Le Film : Battle Familia et Avataro Sentai Donbrothers, THE MOVIE : Shin Hatsukoi Hero, le 22 juillet 2022. Dans ce bonus, les soldats de Shocker rencontrent Vice, Revi et Don Momotaro, les héros des séries des films.

## Impact culturel
- Bien qu'anecdotique en Occident, la première série Kamen Rider et ses dérivées se hissent au rang de séries télévisées cultes au Japon.
- Si Ultraman fut inspirée et comparée à La Quatrième Dimension, alors Kamen Rider sera comparée à Doctor Who, tant pour son aspect complet dans l'exploration des thématiques science-fictionnelles, que pour sa popularité au sein de son pays d'origine et sa grande longévité.